# Palissade

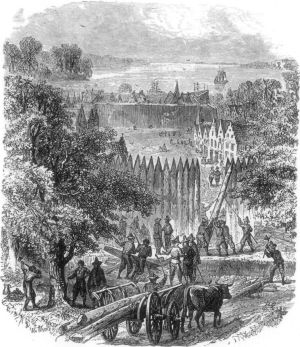
Bouw van een palissade bij Nieuw-Amsterdam

Een palissade of codicis, soms ook geschreven als pallissade of foutief als palisade, is een aaneengesloten rij van ingegraven palen of staken. Een enkele paal heet een palissadepaal en een van tevoren aan elkaar gemonteerde rij palen wordt een palissadeband genoemd. Een synoniem voor palissade is staketsel. die vaak dienstdoet als omheining voor een vesting. Het Nederlandse woord is een leenwoord uit het Frans en is verwant met het Italiaanse palizzata en het Latijnse palus (paal).

## Verdedigingswerk
Palissades werden bijvoorbeeld in de Romeinse tijd en daarna gebruikt als verdedigingswerk voor militaire kampen omdat ze snel te bouwen zijn. Ook bij landweren kwamen ze voor. 
Aan de bovenkant werden de pallisadepalen met elkaar verbonden met een dwarslat of -paal, om de stevigheid te vergroten. Aan de onderkant groef men de palen diep in zodat de omheining stevig stond en voldoende weerstand tegen indringers bood. Om eroverheen klimmen te bemoeilijken werden de palen aan de bovenzijde vaak van punten voorzien. 

## Tuinaanleg
In tuinen worden lage palissades van 20 tot 50 cm boven het maaiveld toegepast om hoogteverschillen te realiseren of als omheining. Hiertoe worden zowel houten als stenen palissadebanden gebruikt. Deze worden tot 1/3 of meer van de totale lengte ingegraven zodat ze de druk van de grond erachter kunnen opvangen. Palissadebanden en ook losse palissadepalen worden in tuincentra verkocht.
acces · affuit · approche · arsenaal · banket · barbacane · barbette · bastion · bastei · batterij · bedekte weg · beer · berm · blokhuis · bolwerk · borstwering · bres · buitenwerk · bunker · bonnet-traverse · caponnière · circumvallatielinie · citadel · contravallatielinie · contre-approche · contrefossé · contregarde · coupure· contrescarpe · courtine · couvre-face · cunette · damsluis · Dienst der Fortificatiën · demi-lune · dwingel · enveloppe · erkertoren · escarpe · face · faussebraye · flank · flèche · fort · fossé · glacis · gracht · halve maan · hamei · hoornwerk · inundatie ·  inundatiekanaal · inundatiesluis · Italiaans vestingstelsel · kat · kazemat · keel · kroonwerk · kruithuis · landpoort · linie · lunet · mezekouw · Nieuw Nederlands Vestingstelsel · onderwal · ontmanteling · opril · Oud-Nederlands vestingstelsel · palissade · papenmuts · plongee · polygonaal stelsel · poortgebouw · poterne · pulvertoren · ravelijn · redan · redoute · reduit · retranchement · rondeel · saillant · sas · schans · schietgat · schilderhuis · schootsveld · singel · sortie · stadsmuur · stadspoort · tamboer · terreplein · tenaille · tobruk · torenfort · traverse · valhek · verdedigingswerk · vesting · vestingstad · voorwerk · wal · walstraat · waltoren · wapenplaats · waterlinie · waterpoort · weermuur · wolfskuil · zwaluwstaart